# Прері-Лейк (Вісконсин)
Прері-Лейк (англ. Prairie Lake) — місто (англ. town) в США, в окрузі Беррон штату Вісконсин. Населення — 1648 осіб (2020).

## Демографія
Згідно з переписом 2010 року, у місті мешкали 1532 особи в 629 домогосподарствах у складі 469 родин. Було 882 помешкання
Расовий склад населення:
| - 98,2 % — білих - 0,3 % — корінних американців - 0,3 % — азіатів |

До двох чи більше рас належало 0,9 %. Частка іспаномовних становила 0,7 % від усіх жителів.
За віковим діапазоном населення розподілялося таким чином: 21,1 % — особи молодші 18 років, 62,0 % — особи у віці 18—64 років, 16,9 % — особи у віці 65 років та старші. Медіана віку мешканця становила 46,3 року. На 100 осіб жіночої статі у місті припадало 105,9 чоловіків;  на 100 жінок у віці від 18 років та старших — 106,5 чоловіків також старших 18 років.
Середній дохід на одне домашнє господарство  становив 70 184 долари США (медіана — 49 176), а середній дохід на одну сім'ю — 81 366 доларів (медіана — 57 321). Медіана доходів становила 42 875 доларів для чоловіків та 35 625 доларів для жінок. За межею бідності перебувало 10,4 % осіб, у тому числі 16,5 % дітей у віці до 18 років та 2,7 % осіб у віці 65 років та старших.
Цивільне працевлаштоване населення становило 714 осіб. Основні галузі зайнятості: освіта, охорона здоров'я та соціальна допомога — 21,7 %, виробництво — 20,4 %, роздрібна торгівля — 13,3 %, мистецтво, розваги та відпочинок — 6,6 %.